# Two Black Cadillacs
«Two Black Cadillacs» —en español: «Dos cadillacs negros»— es una canción de la cantante estadounidense Carrie Underwood, tomada de su cuarto álbum de estudio, Blown Away (2012). La canción sirvió como tercer sencillo del álbum el 18 de noviembre de 2012 de su sello Arista Nashville. Escrita por Carrie Underwood, Hillary Lindsey y Josh Kear, «Two Black Cadillacs» es una canción country pop con letras abordar la historia de dos mujeres (una siendo su esposa, el otro sin saber que estaba casado) que, cuando se dan cuenta de que están involucrados con el mismo tipo, a un lado sus diferencias y deciden matarlo. Fue producido por Mark Bright, y la instrumentación se comparó con canciones de Dixie Chicks y Miranda Lambert.
Tras su lanzamiento, «Two Black Cadillacs» fue recibido con críticas positivas de los críticos de música, que elogiaron su historia y la versatilidad de Carrie Underwood como artista. Comercialmente, la canción fue un éxito. En los Estados Unidos, que alcanzó el número 2 en la lista Billboard Country Airplay, y también alcanzó el número 41 en el Hot 100. «Two Black Cadillacs» fue certificado platino por Recording Industry Association of America (RIAA), que denota ventas de más de 1 millones de unidades en el país. La canción también trazó en Canadá en el número 3 en la lista Country y en el número 52 en el Canadian Hot 100.
El video musical fue dirigido por P.R. Brown, y filmado en Nashville, Tennessee. El vídeo se inspira en la novela Christine de Stephen King (1983), y muestra cómo la esposa y la amante matan al marido infiel con un Cadillac negro. Underwood se ha presentado «Two Black Cadillacs» en una serie de presentaciones en vivo, incluyendo a Premios Grammy de 2013, donde se proyectaron varias imágenes sobre el vestido de la cantante, y en los Country Music Association Awards de 2013, en un medley con «Good Girl», «See You Again» y «Blown Away». También se presentó durante Blown Away Tour (2012-13).

## Video musical
El video musical de «Two Black Cadillacs» fue dirigido por P.R. Brown y producido por Steve Lamar para Lamar Brothers. Filmado en Nashville, Tennessee, el video se inspira en la novela Christine de Stephen King (1983), que narra la historia de automóviles de época aparentemente poseído por fuerzas sobrenaturales. Un tráiler fue lanzado el 26 de noviembre de 2012, mostrando a Carrie Underwood como viuda hecho mal, con lo que la letra de la canción a la vida. Se estrenó el 23 de enero de 2013 en Entertainment Tonight y Vevo. El video muestra a Underwood conducía su Cadillac negro 1964 por el campo, en dirección a su destino. Por otra parte, dos mujeres se muestran asistir a un funeral desprovista de cualquier emoción completa a juego con velos negros. Intercalan escenas de auto de Carrie Underwood en un callejón oscuro y el marido de engaño en sus faros. El video termina con el coche en marcha sobre el hombre y repararse a sí mismo después.

## Posicionamiento en listas

### Listas semanales
| Listas (2012–2013)                         | Mejor posición |
| ------------------------------------------ | -------------- |
| Canadá (Canadian Hot 100)                  | 52             |
| Canada Country (Billboard)                 | 3              |
| Estados Unidos (Billboard Hot 100)         | 41             |
| Estados Unidos (Hot Country Songs)         | 4              |
| Estados Unidos Country Airplay (Billboard) | 2              |

### Posición fin de año
| Listas (2013)                                | Posición |
| -------------------------------------------- | -------- |
| Estados Unidos Country Airplay (Billboard)   | 37       |
| Estados Unidos Hot Country Songs (Billboard) | 29       |